# Honnavara, Nagamangala
Honnavara là một làng thuộc tehsil Nagamangala, huyện Mandya, bang Karnataka, Ấn Độ.